# My Son (film, 2021)
Pour les articles homonymes, voir My Son.
Pour plus de détails, voir Fiche technique et Distribution.
My Son est un film franco-britanniquo-allemand réalisé par Christian Carion et sorti en 2021. Il s'agit d'un remake du film français Mon garçon, du même réalisateur, sorti en 2017.

## Synopsis
Edmond Murray est contacté en urgence par son ex-femme, Joan Richmond, car leur fils Ethan a disparu. Habitant à l'étranger, le père revient dans les Highlands en Écosse et rejoint Joan dans la colonie de vacances où séjournait l'enfant, âgé de 8 ans. Peu à peu, ils pensent qu'il a été enlevé.

## Fiche technique
Sauf indication contraire, les informations mentionnées dans cette section peuvent être confirmées par la base de données cinématographiques IMDb,  présente dans la section « Liens externes ».
- Titre original : My Son
- Réalisation : Christian Carion
- Scénario : Christian Carion et Laure Irrmann , d'après le scénario original de Mon garçon écrit par Christian Carion
- Musique : Laurent Perez del Mar
- Costumes : Carole Fraser
- Photographie : Éric Dumont
- Montage : Loïc Lallemand
- Production : Marc Butan, Christian Carion, Brahim Chioua, Noémie Devide, Marc Gabizon, Laure Irrmann, Vincent Maraval et Rebecca O'Brien

Producteur associé : Jack Thomas-O'Brien
Producteurs délégués : Adam Fogelson, John Friedberg et Robert Simonds
- Effets spéciaux : Buf Compagnie
- Sociétés de production : Une Hirondelle Productions, Wild Bunch, Wild Bunch Germany, Sixteen Films, STX Films ; en association avec MadRiver Pictures ; avec la participation de Creative Scotland, Canal+ et Ciné+
- Sociétés de distribution : The Searchers (Belgique), Metropolitan Filmexport (France)
- Budget : n/a
- Pays de production :  France,  Royaume-Uni,  Allemagne
- Langues originales : anglais, gaélique
- Format : couleur
- Genre : thriller à énigme, drame
- Durée : 95 minutes
- Dates de sortie[2] :
  - États-Unis : 15 septembre 2021 (vidéo à la demande)
  - France : 11 octobre 2021 (Festival Lumière)
  - France : 3 novembre 2021
- Classification[3] :
  - États-Unis : R - Restricted

## Distribution
- James McAvoy (VF : Alexis Victor ; VQ : Nicolas Charbonneaux-Collombet) : Edmond Murray
- Claire Foy (VF : Adeline Moreau ; VQ : Rose-Maïté Erkoreka) : Joan Richmond
- Gary Lewis (VF : Christian Gonon ; VQ : Alain Zouvi) : l'inspecteur Roy
- Tom Cullen (VQ : Patrice Dubois) : Frank
- Jamie Michie : Hunter
- Robert Jack (VQ : Patrick Chouinard) : Alan
- Owen Whitelaw (VF : Dimitri Rataud ; VQ : David Laurin) : Fergus
- Michael Moreland (VF : Baptiste Caillaud ; VQ : Nicholas Savard L'Herbier) : William O'Connor

## Production
En octobre 2020, James McAvoy et Claire Foy sont annoncés dans les rôles principaux d'un film écrit et réalisé par Christian Carion, remake de son propre film Mon garçon, sorti en 2017. Tout comme Guillaume Canet dans le film original, James McAvoy ne reçoit aucun script ni dialogue : il devra improviser sur le tournage en fonction des éléments présentés et de la performance des autres acteurs (ceux-ci ayant reçu le script et les dialogues),,.
Le tournage débute en octobre 2020 et se déroule en Écosse. Alors que l'équipe se trouve dans le district de Lochaber, le tournage est stoppé après un test positif au Covid-19.

## Sortie

### Accueil
En France, le site Allociné recense une moyenne des critiques presse de 3/5.